# Marco Consídio Noniano
Marco Consídio Noniano (em latim: Marcus Considius Nonianus) foi um político e general romano eleito pretor entre 55 e 50 a.C.. Em 49 a.C., quando irrompeu a guerra civil, o Senado Romano o nomeou propretor no lugar de Júlio César na província da Gália Cisalpina. 
Um denário, notável por representar de forma única a Vênus Ericina, foi cunhado por seu contemporâneo Caio Consídio Longo (ou Peto), mas é frequentemente atribuído incorretamente a ele.